# Halfklinker
Halfklinker (ofwel de vakterm semivocaal) of glijklank is de benaming voor een aantal spraakklanken waarvan de articulatie  in wezen die van een klinker is, maar met het uitspreken waarvan een zekere vernauwing van het spraakkanaal gepaard gaat zoals bij een medeklinker, hoewel geen volledige obstructie. Een halfklinker is ongeveer hetzelfde als een approximant.  
Het meest typerend voor de halfklinkers is dat ze - met name in beklemtoonde lettergrepen - sterk de neiging hebben om in de nucleus samen met andere volgende of voorafgaande klinkers een tweeklank ofwel diftong te vormen, zoals in het Spaanse abierto [aˈβ̞jeɾt̪o] ‘open, geopend’ of abuela [aˈβ̞wela] ‘grootmoeder’. In het Nederlands is dat met woorden als januari /jɑnyˈwaːri/ of oase NN /oʋazə/ ~ BN /oβ̞azə/.
De in de talen van de wereld meest voorkomende halfklinkers zijn de palataal j en de bilabiaal-velaire approximant w. Daarnaast bestaan er in de klankinventaris van sommige talen labio-palatale, velaire, retroflexe en faryngale halfklinkers. De symbolen hiervoor staan in het Internationaal Fonetisch Alfabet.